# N,N'-diciclohexilcarbodiimida
La N,N'-diciclohexilcarbodiimida es un compuesto orgánico con fórmula química C13H22N2, cuyo uso principal es acoplar aminoácidos durante la síntesis de péptidos artificial. Bajo condiciones estándar, existe en la forma de cristales blancos con un olor dulce y pesado. El bajo punto de fusión de esta sustancia permite que se le funda para una fácil manipulación. Es altamente soluble en diclorometano, tetrahidrofurano, acetonitrilo y dimetilformamida, pero es insoluble en agua. Este compuesto suele ser abreviado como DCC.

## Estructura y espectroscopía
El núcleo C-N=C=N-C de las carbodiimidas no es plano, estando estructuralmente relacionadas con los alenos. Hay tres estructuras de resonancia principales que describen a las carbodiimidas:
RN=C=NR ↔ RN+≡C-N-R ↔ RN--C≡N+R
La entidad N=C=N le da la banda espectroscópica IR característica en 2117 cm-1. El espectro 15N-NMR muestra un desplazamiento característico de 275,0 ppm campo arriba del ácido nítrico, y el espectro 13C-NMR muestra un pico aproximadamente a 139 ppm campo abajo del TMS.

## Preparación
De las varias síntesis de DCC, Pri-Bara et al. usan acetato de paladio, yodo, y oxígeno para acoplar ciclohexilamina e isocianuro de ciclohexilo. Se han conseguido rendimientos de hasta 67% usando este procedimiento:
C6H11NC + C6H11NH2 + O2 → (C6H11N)2C + H2O
Tang et al. condensaron dos isocianatos usando el catalizador ZP(MeNCH2CH2)3N en rendimientos de 92%:
La DCC también ha sido preparada a partir de diciclohexilurea, usando un catalizador de transferencia de fase por Jaszay et al. La urea disustituida, el cloruro de arensulfonilo y carbonato de potasio reaccionan en tolueno en presencia de cloruro de benciltrimetilamonio para producir DCC en rendimiento del 50%.

## Reacciones
La DCC es un agente deshidratante para la preparación de amidas, cetonas, nitrilos. En estas reacciones, la DCC se hidrata para formar diciclohexilurea (DCU), compuesto que es insoluble en agua. La DCC también puede ser usada para la inversión de alcoholes secundarios.

### Oxidación de Moffatt
Una solución de DCC y dimetil sulfóxido (DMSO) da origen a la denomina oxidación de Pfitzner-Moffatt. Este procedimiento es utilizado para la oxidación de alcoholes a aldehídos y cetonas. A diferencia de las oxidaciones mediadas por metales, las condiciones de reacción son suficientemente suaves para impedir la sobre oxidación de aldehídos a ácidos carboxílicos. Generalmente, se permite que reacciones tres equivalentes de DCC y 0,5 equivalentes de una fuente de protones en DMSO durante toda una noche a temperatura ambiente. 

### Deshidratación
Los alcoholes también pueden ser deshidratados usando DCC. Esta reacción procede primero produciendo el intermediario de O-acilurea, que luego se hidrogenoliza para producir el alqueno correspondiente:
RCHOHCH2R' + (C6H11N)2C → RCH=CHR' + (C6H11NH)2CO

### Inversión de alcoholes secundarios
Los alcoholes secundarios pueden invertirse estereoquímicamente por formación de un éster de formilo, seguido de saponificación. El alcohol secundario es mezclado directamente con DCC, formaldehído, y una base fuerte como el metóxido de sodio.

### Esterificación
Un conjunto de alcoholes, incluyendo inclusive algunos alcoholes terciarios, pueden ser esterificados usando un ácido carboxílico en presencia de DCC y una cantidad catalítica de DMAP.

## Acoplamiento de péptidos promovida por DCC
Durante la síntesis de proteínas (como los sintetizadores de estado sólido de Fmoc), el extremo N-terminal suele usarse como el punto de unión al que se le agregan los monómeros de aminoácidos. Para mejorar la electrofilicidad del grupo carboxilato, el átomo de oxígeno negativamente cargado debe ser activado hacia un mejor grupo saliente. Se usa DCC con este propósito. El átomo de oxígeno cargado negativamente actuará como un nucleófilo, atacando al carbono central en la DCC. La DCC estará temporalmente unida al grupo carboxilato mencionado anteriormente, formando un intermediario altamente electrofílico, que haciendo el ataque nucleofílico por el grupo amino terminal sobre el péptido creciente mucho más eficiente.

## Seguridad
La DCC es un alergeno potente y un sensibilizante, frecuentemente causando eflorescencias.